# 四箇格言
四箇格言（しかかくげん）は、鎌倉時代の僧侶で日蓮宗などの宗祖である日蓮が他の仏教宗派を批判した言葉である。所謂、真言亡国（しんごんぼうこく）、禅天魔（ぜんてんま）、念仏無間（ねんぶつむげん）、律国賊（りつこくぞく）の4つを言う。『諌暁八幡抄』、『御義口伝上』等の御書に書かれている。

## 概要
日蓮は、『法華経』を一乗とする立場から、『法華経』に依らない、もしくは釈迦を卑下したり否定する仏教宗派を謗法（誹謗正法の略）だとして批判した。これは『法華経』以前の釈迦が説いた教えは、全て方便で説かれた物であるから成仏する道ではない、という爾前無得道論（にぜんむとくどうろん）に基づく主張で、それを各宗派の教えの特徴に合わせて批判した物である。

## 真言亡国
真言宗では、『法華経』などの経典は応身の釈迦が説法した物で、『大日経』は法身の大日如来が説法した物であるとし「大日如来に比べれば釈迦は無明の辺域であり、草履取りにも及ばない」と説いている。法華経にも一念三千の「理」はあるが、印と真言という「事」が無いから、『大日経』の方が優れている（理同事勝、りどうじしょう）等と主張している。そして真言宗は天台宗の一念三千を密かに盗み取り、自宗の極理としている。(一念三千は、法華経で説かれる十界互具、十如是、三世間を合わせて三千となる。大日経などにその記述は存在せず、本来一念三千の法理を構築できない)
従って本来の主人である釈迦や『法華経』を卑下し、生国不明の架空の仏で無縁の主である大日如来を立てることから亡家、亡人、亡国の法で、真言を深く信仰する家では男子が成長しないという。

## 禅天魔
禅宗は、釈迦が華を拈（ひね）り、大衆の中で大迦葉だけがその意味を悟って破顔微笑（はがんみしょう）した。これを拈華微笑（ねんげみしょう）、以心伝心（いしんでんしん）、見性成仏（けんしょうじょうぶつ）といい、それを以って仏法の未来への附属を大迦葉に与えたとしている。『大梵天王問仏決疑経』の中に「正法眼蔵・涅槃妙心・実相無相の法門があり、文字を立てず教外に別伝して迦葉に付属する」との経文通りに承伝してきた。
しかし不立文字・教外別伝（ふりゅうもんじ・きょうげべつでん）等と説き、経文を否定している。これは凡夫である自己を過信した仏法を破壊する業（わざ）である。『涅槃経』では「仏の所説に順ぜざる（したがわない）者あれば、当に知るべし、これ魔の眷属なり」と説いている。また、『大梵天王問仏決疑経』等の経典を引用するのは「不立文字」と矛盾する、自語相違である。従って禅は天魔の所業である、という。

## 念仏無間
日蓮は、浄土経典は釈迦説法の中で方便権教（仮の教え）の部類であるとする。その根拠は『法華経』の開経である『無量義経』に「未顕真実」と説かれていること、『妙法蓮華經玄義』や『注無量義經』といった註釈書に、「四十余年未顕真実」とあることに基づく。
ただしこの「無量義経」は「偽経」である。
また阿弥陀如来の因位である法蔵菩薩が立願した四十八願のうち、第十八願の「設我得仏 十方衆生 至心信楽 欲生我国 乃至十念 若不生者 不取正覚 唯除五逆誹謗正法」という誓文に背き、『法華経』を誹謗しているとし、この事は『法華経』「譬喩品」に「この経を毀謗する者は阿鼻獄（無間地獄）に入る」と説かれている通りであるから、念仏は無間地獄への法であるとする。

## 律国賊
律宗（真言律宗を含む）の教えは、釈迦在世の正法時代の法であり、小乗教の250戒などの戒律を根本の教義としている。日本では像法時代の中頃に、衆生の機根を調理する為に広まった物で、個人主義的色彩が強くこれらの戒律は末法の衆生の機根には合わない物であり、現実から遠離した世間を誑惑させる教えである。この様な戒律を説いて清浄を装う律僧は人を惑わし、国を亡ぼす国賊である、という。
また日蓮は教義面だけではなく、当時律宗の代表的な僧侶とされた叡尊・忍性が社会事業の便宜を図る名目で権力者と癒着し、関米徴収権や木戸銭徴収権を得て経済活動を行っていた事についても厳しく批判した。